# Uitzettingscoëfficiënt

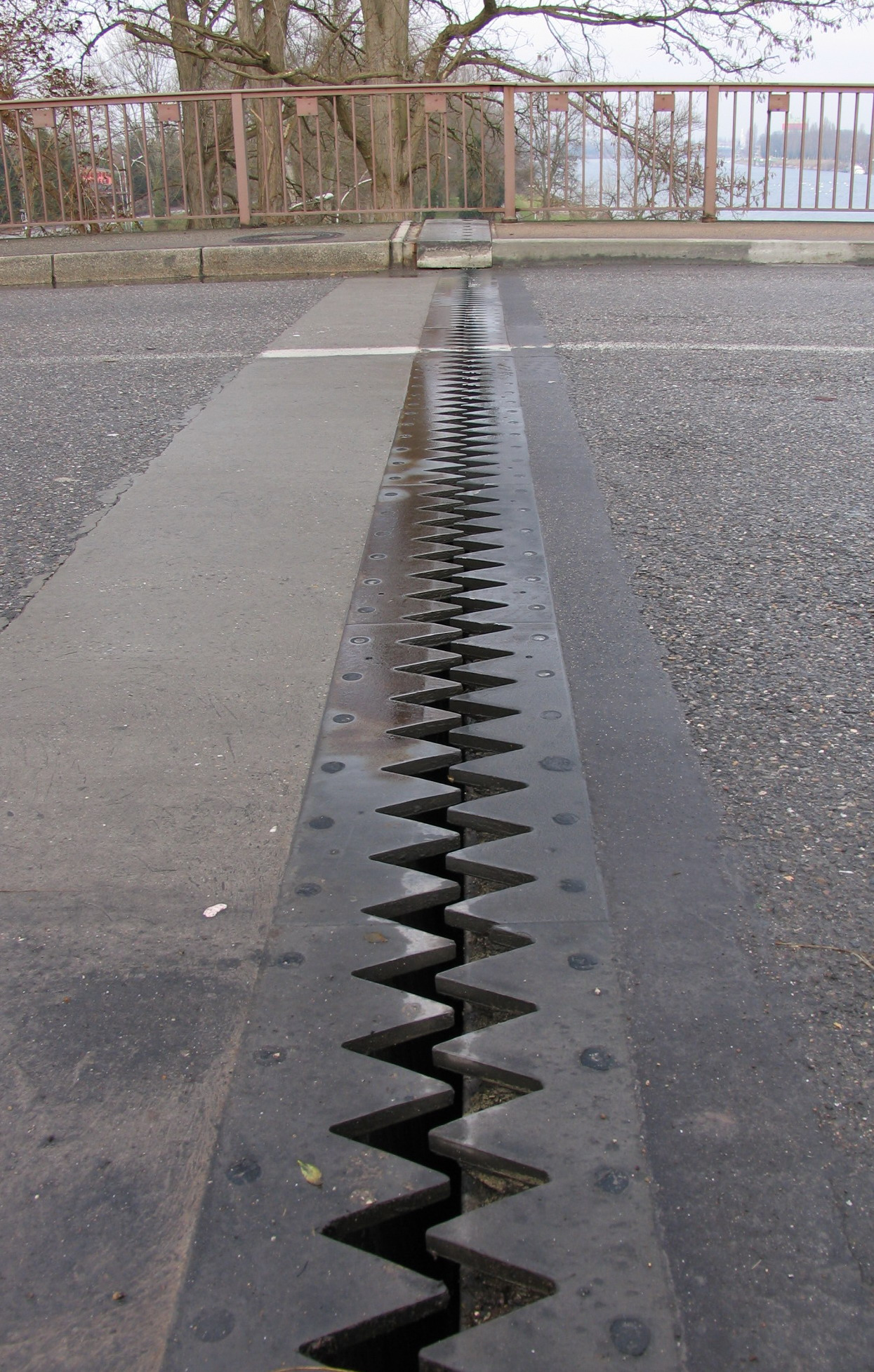
Dilatatievoeg in een brug, om schade te voorkomen bij thermische uitzetting. Metalen hebben over het algemeen een hoge uitzettingscoëfficiënt.

De uitzettingscoëfficiënt van een gegeven materiaal of stof is een maat voor de temperatuursafhankelijkheid van de dichtheid van dat materiaal of die stof.
De meeste materialen zullen bij opwarming uitzetten, ze hebben een positieve uitzettingscoëfficiënt. Bij toenemende temperatuur trillen de atomen of moleculen van een willekeurig materiaal sterker, waardoor ze een grotere ruimte innemen: het volume van het materiaal wordt groter.
Een uitzondering op de regel is water, dat zijn grootste dichtheid heeft bij 4 °C. Zowel bij afkoelen als opwarmen vanaf 4 °C zet water uit (daarom drijft ijs op water en kunnen we erop schaatsen).
Hoe beter de moleculen of atomen van een stof aan elkaar gebonden zijn, hoe lager de uitzettingscoëfficiënt. Zo zijn de waardes voor wolfraam en diamant, waarvan de atomen gerangschikt zijn in respectievelijk een metaal- en een covalent kristalrooster, erg laag.

## Toepassingen
- In de werktuigbouwkunde worden tandwielen soms op assen vastgeklemd door het tandwiel te verwarmen (zodat het uitzet) en de as af te koelen (zodat hij krimpt). Zo kunnen de stukken nét in elkaar geplaatst worden. Zodra de temperatuur overal gelijk is, zit alles vastgeklemd.
- De gebruikte vloeistof in een thermometer, bijvoorbeeld alcohol of kwik, is een stof die bij kamertemperatuur vloeibaar is, en een uitzettingscoëfficiënt heeft die constant blijft bij stijgende temperatuur. De warmtetoevoeging zorgt voor een lineaire uitzetting van de vloeistof, waardoor er een temperatuurschaal naast kan worden gezet, die afgelezen kan worden.

### Lineaire uitzettingscoëfficiënt
De lineaire uitzettingscoëfficiënt {\displaystyle \alpha } geeft aan hoeveel de relatieve lengtetoename is bij een graad temperatuurstijging.
{\displaystyle \alpha ={1 \over L_{0}}{\mathrm {d} L \over \mathrm {d} T}}
of bij constante uitzettingscoëfficiënt
{\displaystyle \Delta L=\alpha \cdot L_{0}\cdot \Delta T}
Daarbij is:
{\displaystyle \Delta L} de lengtetoename [m]
{\displaystyle L_{0}} de aanvangslengte [m]
{\displaystyle \Delta T} het temperatuursverschil [K]
De eenheid van {\displaystyle \alpha } is (meter per meter) per kelvin. De lineaire uitzettingscoëfficiënt {\displaystyle \alpha } geeft dus aan hoeveel meter een meter van het materiaal uitzet bij een temperatuurstijging van 1 kelvin.

### Kubieke (volumetrische) uitzettingscoëfficiënt
De kubieke uitzettingscoëfficiënt {\displaystyle \gamma } geeft aan hoeveel de relatieve volumetoename is bij een graad temperatuurstijging. Als het relatieve volume toeneemt en de massa en de druk gelijk blijven, volgt hieruit dat de dichtheid op tegengestelde manier zal veranderen.
{\displaystyle \gamma ={1 \over V}{\partial V \over \partial T}}
of
{\displaystyle \gamma =-{1 \over \rho }{\partial \rho  \over \partial T}}
Hierin is:
{\displaystyle \gamma } de kubieke uitzettingscoëfficiënt [K−1]
{\displaystyle \rho } de dichtheid [kg m−3]
{\displaystyle T} de temperatuur [K]
{\displaystyle V} het volume [m3]
De kubieke en lineaire uitzettingscoëfficiënt zijn aan elkaar gerelateerd. Bij benadering is:
{\displaystyle \gamma \approx 3\alpha }
Voor de meeste praktische toepassingen is deze benadering voldoende.

## Uitzettingscoëfficiënt van enkele stoffen
De waarden van de lineaire uitzettingscoëfficiënt in onderstaande tabel zijn in micrometers (µm) per meter per kelvin. Als voorbeeld: Een aluminium staaf van 1 meter zal bij 1 graad temperatuurstijging 23·10−6 m = 23 µm = 0,023 mm langer worden.
| Stof                          | α     |
| ----------------------------- | ----- |
| ABS (plastic)                 | 120,0 |
| Aluminium, gewalst            | 23,2  |
| Aluminium, zuiver             | 23,0  |
| Antimoon                      | 10,5  |
| Beryllium                     | 12,3  |
| Beton                         | 12,0  |
| Blauwe hardsteen (arduin)     | 4,6   |
| Brons                         | 17,5  |
| Cadmium                       | 41,0  |
| Chroom                        | 6,2   |
| Constantaan                   | 15,2  |
| Diamant                       | 1,3   |
| Germanium                     | 6,0   |
| Gietijzer                     | 9,0   |
| Glas (vensterglas)            | 7,6   |
| Glas (sodaglas)               | 4,5   |
| Glas (BK7)                    | 7,1   |
| Glas (pyrex)                  | 3,25  |
| Glas (kwartsglas)             | 0,5   |
| Goud                          | 14,2  |
| Grafiet                       | 2,0   |
| Invar                         | 1,5   |
| Iridium                       | 6,5   |
| Keukenzout                    | 40,0  |
| Koper                         | 16,8  |
| Lood                          | 29,3  |
| Magnesium                     | 26,0  |
| Mangaan                       | 23,0  |
| Messing                       | 18,4  |
| Molybdeen                     | 5,2   |
| Nikkel                        | 13,0  |
| Platina                       | 9,0   |
| Polyamide (nylon)             | 120,0 |
| Polycarbonaat (PC)            | 68,0  |
| Polymethylmethacrylaat (PMMA) | 85,0  |
| Polyurethaanschuim (pur)      | 50,0  |
| Polyvinylchloride (pvc)       | 80,0  |
| Porselein                     | 3,0   |
| Roestvast staal               | 16,0  |
| Staal                         | 12,0  |
| Tin                           | 26,7  |
| Titanium                      | 10,8  |
| Wolfraam                      | 4,5   |
| IJzer                         | 12,2  |
| Zerodur                       | 0,05  |
| Zilver                        | 19,5  |
| Zink                          | 29,0  |
| Zinkcyanide                   | −18,1 |
| Zirkoniumwolframaat           | −8,7  |

| Stof                          | γ    |
| ----------------------------- | ---- |
| Alcohol (ethanol)             | 1,10 |
| Aceton (propanon)             | 1,43 |
| Benzine                       | 1,06 |
| Benzeen                       | 1,23 |
| Chloroform (trichloormethaan) | 1,28 |
| Azijnzuur                     | 1,07 |
| Ether                         | 1,62 |
| Kwik                          | 0,18 |
| Glycerine (propaantriol)      | 0,49 |
| Methanol                      | 1,10 |
| Paraffine                     | 0,76 |
| Petroleum                     | 0,96 |
| Terpentine                    | 1,00 |
| Tetrachloormethaan            | 1,22 |
| Tolueen                       | 1,11 |
| Water                         | 0,21 |